# Odalengo Grande
Odalengo Grande es una localidad y comune italiana de la provincia de Alessandria, región de Piamonte, con 528 habitantes.

## Evolución demográfica
| Gráfica de evolución demográfica de Odalengo Grande entre 1861 y 2001 |
|                                                                       |
| Fuente ISTAT - elaboración gráfica de Wikipedia                       |